# Daowu
Daowu (kinesiska: 祷午镇, 祷午) är en köping i Kina. Den ligger i den autonoma regionen Guangxi, i den södra delen av landet, omkring 140 kilometer nordväst om regionhuvudstaden Nanning.
Genomsnittlig årsnederbörd är 1 591 millimeter. Den regnigaste månaden är juni, med i genomsnitt 286 mm nederbörd, och den torraste är februari, med 26 mm nederbörd.